# Lasioglossum sublatens
Lasioglossum sublatens là một loài Hymenoptera trong họ Halictidae. Loài này được Cockerell mô tả khoa học năm 1926.